# Миле Бероња
Миле Бероња (Вуковар, 1948 — Нови Сад, 13. јануар 2021) био је пуковник Војске Републике Српске. Био је трећи командант Друге посавске бригаде ВРС.

## Биографија
Бероња је рођен 1948. године у Вуковару, гдје је завршио основну школу и Гимназију, по завршетку средње школе у Београду је уписао и завршио Војну академију Копнене војске ЈНА, а потом је као официр ЈНА службовао у Осијеку, Нашицама, Дервенти, Шамцу и Бијељини.
На почетку Одбрамбено-отаџбинског рата Бероња се придружио Војсци Републике Српске. Обављао је дужност начелника штаба Тактичке групе 1 током операције "Коридор-92". Након завршетка операције Миле Бероња је преузео дужност команданта Друге посавске бригаде ВРС и ову дужност обављао је од августа 1992. до септембра 1994. године, када је именован на дужност начелника оклопно-механизованих јединица Источно-босанског корпуса ВРС и на овој дужности је остао до краја рата. Рат је завршио у чину пуковника.
Преминуо је у Новом Саду од посљедица инфекције Ковидом 19. Сахрањен је 19. јануара 2021. године на Градском гробљу у Новом Саду.